# Luigi Griffini
Luigi Griffini (Crema, 21 dicembre 1820 – Roma, 10 marzo 1899) è stato un politico e avvocato italiano.
Fu senatore del Regno d'Italia nella XIV legislatura.